# Torredonjimeno
Torredonjimeno település Spanyolországban, Jaén tartományban. Torredonjimeno Porcuna, Arjona, Escañuela, Villardompardo, Torredelcampo, Jamilena, Martos, Santiago de Calatrava és Higuera de Calatrava községekkel határos. Lakosainak száma 13 261 fő (2024).

## Népesség
A település népessége az elmúlt években az alábbi módon változott:
| Lakosok száma | 13 848 | 13 927 | 14 010 | 14 181 | 14 126 | 14 036 | 13 780 | 13 696 | 13 467 | 13 261 |
|               | 2001   | 2004   | 2007   | 2009   | 2012   | 2014   | 2017   | 2019   | 2022   | 2024   |